# Opel 18/50 PS
La 18/50 PS era un'autovettura di lusso prodotta dal 1916 al 1919 dalla Casa automobilistica tedesca Opel.

## Profilo e storia
Questo modello fu concepito durante la prima guerra mondiale. Tale evento vide la Opel impegnata nella produzione di autocarri e motori aeronautici. Fu proprio durante l'esperienza maturata con questi ultimi che la Casa di Rüsselsheim si avvicinò per la prima volta ai motori a 6 cilindri. I primi motori a 6 cilindri Opel furono quindi destinati ad equipaggiare aerei da guerra, ma le alte sfere dell'esercito tedesco commissionarono alla Opel una vettura di rappresentanza che fosse equipaggiata proprio con uno di questi motori. Sarebbe stata la prima autovettura Opel a montare un motore a 6 cilindri ed avrebbe costituito una sorta di trait d'union fra i modelli 25/55 PS e 20/45 PS (entrambi ancora con motori a 4 cilindri) ed il modello 21/55 PS, arrivato sul mercato dopo la guerra.
Destinata quindi ad essere prodotta in una serie molto limitata, la 18/50 PS era equipaggiata con un motore da 4705 cm³ (alesaggio e corsa: 86 x 135 mm), caratterizzato da distribuzione a valvole laterali. Tale motore erogava una potenza massima di 50 CV a 1500 giri/min. La trasmissione era ad albero cardanico, che portava la coppia motrice dal motore al retrotreno, ed era interfacciata al motore tramite un cambio manuale a 4 marce con frizione a cono con guarnizione in cuoio.
Il resto dell'impostazione meccanica era di tipo tradizionale, vale a dire con telaio a longheroni e traverse in acciaio e sospensioni ad assale rigido con molle a balestra.
La 18/50 PS era in grado di raggiungere una velocità massima di 85 km/h e fu disponibile in almeno due varianti di carrozzeria, limousine e torpedo. Il prezzo della vettura al suo debutto fu compreso fra 15.500 e 16.750. La sua produzione proseguì fino al 1919, dopodiché la 18/50 PS venne sostituita dalla 21/55 PS.